# Heteropolygonatum pendulum
Heteropolygonatum pendulum là một loài thực vật có hoa trong họ Măng tây. Loài này được (Z.G.Liu & X.H.Hu) M.N.Tamura & Ogisu mô tả khoa học đầu tiên năm 1997.